# Tobias Künzel

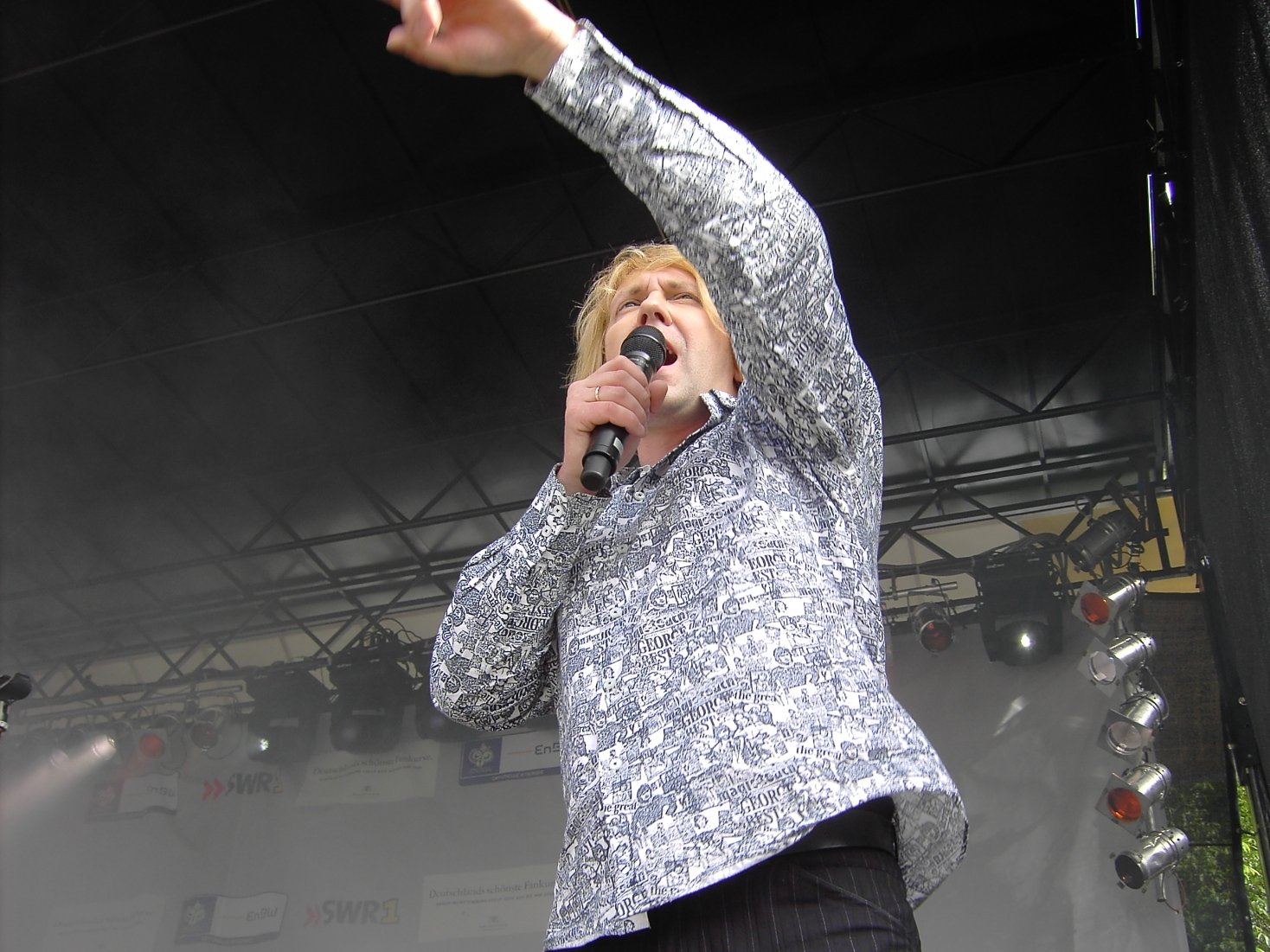
Tobias Künzel bei einem Konzert in Biberach/Riß (2006)

Tobias Künzel (* 26. Mai 1964 in Leipzig) ist ein deutscher Popsänger und Komponist. Er ist als Mitglied der Gruppe Die Prinzen bekannt. Etwa 60 Prozent des Repertoires stammen von ihm. Künzel ist seit 2009 stellvertretendes Aufsichtsratsmitglied der GEMA.

## Leben
Künzel war Schüler der Leipziger Thomasschule und wurde 1973 in den Thomanerchor aufgenommen. Nach seinem Abitur 1982 und dem Wehrdienst in der NVA studierte er von 1984 bis 1988 die Fächer Schlagzeug und Gesang an der Musikhochschule Leipzig. Bereits in seiner Schulzeit gründete Künzel mit seinem Freund Dirk Posner die Band Puma (Abkürzung für PUnk MAchine). Zwischenzeitlich half er auch in der Zakk-Set genannten Band seines Bruders als Schlagzeuger aus. Auch in der Combo seines Regiments spielte er Schlagzeug. Während seines Studiums stieß er – wiederum als Schlagzeuger – zu der Gruppe Süd-Rock, aus der 1985 Amor & die Kids hervorgingen. Deren größter Hit war Komm doch mit (zu ’nem Ritt auf dem Sofa).
Als Sänger wurde er 1987 in der DDR-Sendung bong mit Susanne, iss nie wieder Knoblauch! bekannt. Im Juli 1989 war Künzel mit dem Song Namen auf Platz 1 der DDR-Hitparade.
1990 kam er als Sänger zu den Prinzen. Seine Vorliebe gilt nach eigenen Angaben weiterhin dem Schlagzeug. Wohl auch deshalb initiierte er die Gründung der Gruppe Final Stap, bei der er hauptsächlich Schlagzeug spielt und nur „nebenbei“ singt. In London ist Tobias Künzel zudem als Schlagzeuger der Band Ruff as Stone aktiv, zu der aktuell (Stand: Januar 2020) auch Austin Howard, Rob Tree und Tobias’ älterer Bruder Lutz Künzel gehören.

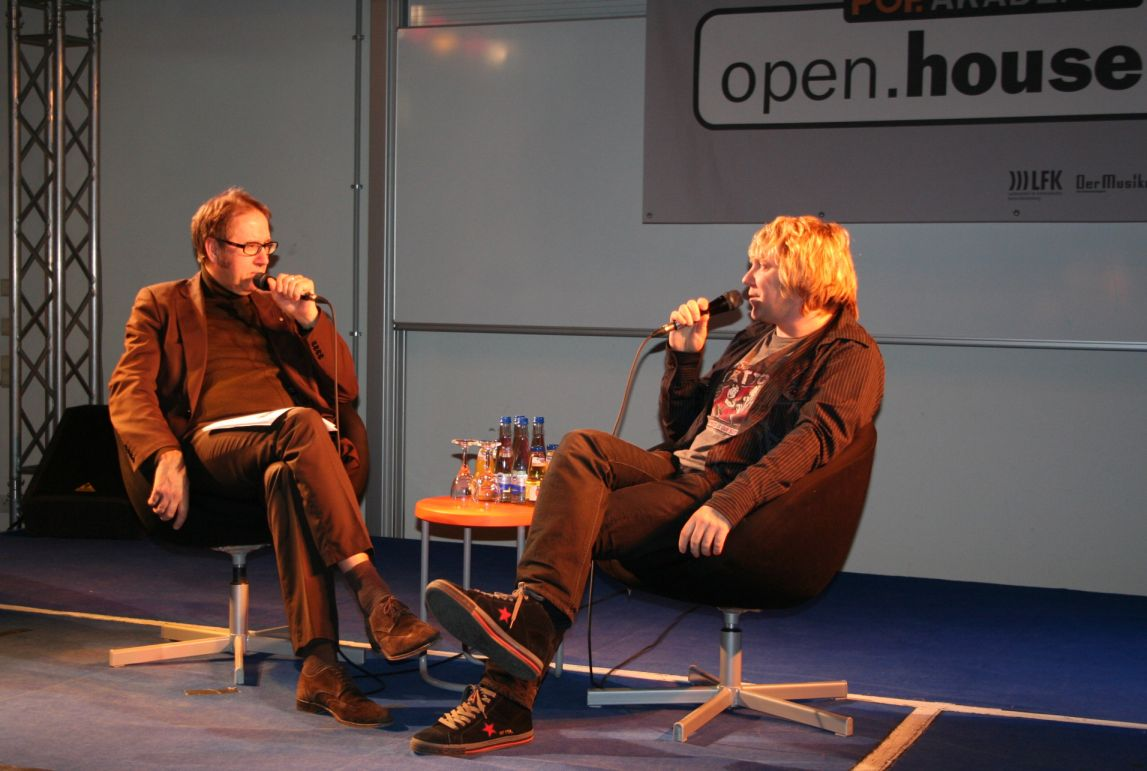
Tobias Künzel im Gespräch mit Udo Dahmen

Darüber hinaus war Künzel mit dem Musical Elixier erfolgreich, das 1998 in Leipzig unter der Regie von Horst Königstein mehr als 40 ausverkaufte Vorstellungen feierte. Künzel ist der Komponist des Werkes und spielte in Leipzig die Hauptrolle des Hagen. Die Texte des Stückes stammen von Künzels Ehefrau Kati Naumann. 2008 wurde Elixier an der Komödie Dresden neu aufgeführt.
Tobias Künzel unterhält ein eigenes Tonstudio, in dem er Nachwuchsbands und Musik für Fernsehen, Theater und Musicals produziert. Aus diesem „Brot-Ton-Studio“ stammt beispielsweise die Musik für die Kinder-Quizshow 1, 2 oder 3 oder die zum Kindermusical Urmel fliegt ins All. Künzel hatte auch selbst schon Gastauftritte im Fernsehen, er war in zwei Folgen der Lindenstraße sowie in Schloss Einstein zu sehen.
Künzel war Gastdozent für Popmusik an mehreren Hochschulen, so 2002 an der Martin-Luther-Universität Halle-Wittenberg und 2004 auch an der Universität Leipzig. Weiterhin ist er offizieller Botschafter des Vereins „Fans for Kids e. V.“ für krebskranke Kinder. Seit 2007 unterstützt er regelmäßig die bolivianische Bürgerrechtsbewegung „ConTraDo“ mit Geld- und Sachspenden.
Anfang 2013 ging Künzel mit Heinz Rudolf Kunze unter dem Namen „KuK“ (= Kunze und Künzel) auf Tour. Aus dieser Kooperation ging 2013 das Album „Uns fragt ja keiner – live“ hervor.
Mit Maximilian Reeg und Steffen Lukas schrieb Künzel das Musical Comeback! Das Karl-Marx-Musical, das am 2. November 2013 am Plauener Vogtlandtheater uraufgeführt wurde.
2015 nahm Künzel zusammen mit seinem Prinzen-Kollegen Sebastian Krumbiegel an der Musiksendung „Sing meinen Song – Das Tauschkonzert“ teil. Für sein Mitwirken erhielt er im November 2015 einen Bambi.
Künzel schrieb das Musical Copperfield, das 2022 in London uraufgeführt wurde.
2025 hatte in Halle/Saale sein Musical "Tod auf demThron - Das Klosical" Premiere.

## Privates
Tobias Künzel ist verheiratet mit Kati Naumann, das Ehepaar hat zwei Töchter und lebt in Pönitz bei Taucha und in London. Sein Vater Harry Künzel war Musiker, Komponist und Chorleiter in Hohenheida bei Leipzig. Seine Tochter Pauline wurde Anfang der 2000er-Jahre mit ihrem Band-Projekt Etwas bekannt. Sein Bruder war der ebenfalls als Musiker tätige Lutz Künzel. Sein Enkel Neil ist ebenfalls Thomaner.

## Diskografie (Auswahl)
- Seit 2009: Die kleine Schnecke Monika Häuschen (Hörspielreihe von Kati Naumann, produziert von Tobias Künzel; Sprecher u. a. Tobias Künzel, Steffen Lukas)
- 2015: Sing meinen Song – Das Tauschkonzert Vol. 2 (zusammen mit Sebastian Krumbiegel, Xavier Naidoo, Christina Stürmer, Daniel Wirtz, Andreas Bourani, Hartmut Engler und Yvonne Catterfeld)

## Filmografie
- 1999: Hinter dem Regenbogen
- 1999, 2000: Lindenstraße (Fernsehserie, 2 Folgen, verschiedene Rollen)
- 2003: Schloss Einstein (Fernsehserie, 1 Folge)
- 2015: Sing meinen Song – Das Tauschkonzert
- 2016: Elsterglanz und der Schlüssel für die Weibersauna

## Auszeichnungen
- Bambi
  - 2015 für Musik national

## Varia
2012 erschien das Album Ich bin von Heinz Rudolf Kunze mit Titel Finden Sie Mabel als Duett mit Tobias Künzel.